# Cephalozia hamatiloba
Cephalozia hamatiloba är en bladmossart som beskrevs av Franz Stephani. Cephalozia hamatiloba ingår i släktet trådmossor, och familjen Cephaloziaceae. Inga underarter finns listade i Catalogue of Life.